# Euporus amabilis
Euporus amabilis är en skalbaggsart som beskrevs av Hope 1843. Euporus amabilis ingår i släktet Euporus och familjen långhorningar.
Artens utbredningsområde är:
- Gabon.
- Liberia.
- Nigeria.

Inga underarter finns listade i Catalogue of Life.